# Awa Maru (1899)
L'Awa Maru (阿波 丸) è stato un transatlantico giapponese di proprietà della Nippon Yusen, fu costruito nel 1899 dalla Mitsubishi Shipbuilding & Engineering Co. a Nagasaki, in Giappone.
Il nome della nave deriva in parte dall'antica provincia di Awa.

## Storia
La nave venne costruita dalla Mitsubishi a Nagasaki, sull'isola meridionale di Kyūshū. La chiglia fu fissata il 20 giugno 1898, mentre il 27 luglio 1899 venne varata e infine completata il 14 novembre 1899.
La nave percorse la rotta tra il Giappone e l'Inghilterra, e nel 1914 si stabilì in un programma regolare di partenze, tra Yokohama e Seattle. Poi nel 1930 fu messa fuori servizio e demolita.
Il 27 dicembre 1906, l'Awa Maru si arenò al largo di Redcar, grazie all'impegno dei pescatori locali e dell'equipaggio non ci fu nessuna vittima e la nave fu rimessa a galla con successo dopo diciotto giorni.
Probabilmente il viaggio più importante dell'Awa Maru iniziò il 14 febbraio 1912, quando lasciò Yokohama trasportando 3 020 alberi di ciliegio di dodici varietà. Questi fragili tronchi d'albero erano diretti a Seattle, dove dovevano essere caricati su dei vagoni merci per essere portati a Washington, questi alberi avrebbero formato la genesi del National Cherry Blossom Festival.